# Mont Malaspina
El Mont Malaspina és una muntanya del Yukon, Canadà. El seu cim s'eleva fins als 3.776 msnm i té una prominència de 896 metres. Es troba a les muntanyes Saint Elias, dins la Reserva i Parc Nacional de Kluane. És un muntanya remota, que està envoltada per les glaceres Seward, Newton, Agassiz i Malaspina. El cim més proper és el mont Augusta, a 6,39 km a l'est, mentre el mont Logan es troba a 29 km al nord.
La muntanya rep el nom en honor a Alessandro Malaspina , un navegant i explorador italià al servei d'Espanya, que el 1791 visità la regió en la coneguda com a expedició Malaspina. El topònim va ser adoptat oficialment el 1981 per la Junta de Noms Geogràfics del Canadà.
La primera ascensió del cim es va fer el 15 d'agost de 2015 pel xilè Camilo Rada i l'argentina Natalia Martínez per la cara nord. En aquell moment el cim tenia la distinció de ser la "muntanya no escalada més alta amb nom oficial d'Amèrica del Nord".